# Guy Texereau
Guy Texereau (* 14. Mai 1935 in Melle; † 28. April 2001 in Saint-Astier) war ein französischer Leichtathlet. Er wurde 1964 Olympiasechster im 3000-Meter-Hindernislauf.

## Leben
Texereau siegte 1960 erstmals bei den französischen Meisterschaften und wurde danach für die Olympischen Spiele in Rom nominiert, bei denen er allerdings im Vorlauf ausschied. 1962 gewann er seinen zweiten Meistertitel, bis 1968 folgten sechs weitere über die Hindernisse; 1963 siegte er im 10.000-Meter-Lauf, 1965 im 5000-Meter-Lauf. Bei den Europameisterschaften 1962 in Belgrad belegte Texereau in 8:51,4 Minuten den siebten Platz. Zwei Jahre später bei den Olympischen Spielen in Tokio hielt er sich bis zum Schluss in der Gruppe, die den Ausreißer und späteren Olympiasieger Gaston Roelants verfolgte. Erst in der Schlussrunde setzten sich die Medaillengewinner ab, Texereau belegte in 8:38,6 Minuten den sechsten Platz, nachdem er im Vorlauf bei allerdings anderer Renngestaltung noch vier Sekunden schneller gelaufen war. Bei den Europameisterschaften 1966 in Budapest trafen im Finale mit Viktor Kudinski und Gaston Roelants zwei Tempoläufer aufeinander und es entwickelte sich ein sehr schnelles Rennen, in dem fünf Landesrekorde aufgestellt wurden, unter anderem auch von Texereau, der den vierten Platz belegte. 1968 nahm Texereau zum dritten Mal an Olympischen Spielen teil, gab aber sowohl im Hindernislauf als auch im Marathonlauf auf.
Insgesamt vertrat Texereau von 1959 bis 1971 Frankreich in 52 Länderkämpfen. Von 1962 bis zu den Europameisterschaften 1966 verbesserte er den französischen Landesrekord im Hindernislauf achtmal von 8:53,2 Minuten auf 8:30,0 Minuten. Bei einer Körpergröße von 1,66 Meter betrug Texereaus Wettkampfgewicht 52 Kilogramm, damit war Texereau auch unter den relativ kleinen Hindernisläufern der 1960er Jahre einer der kleinsten.

## Bestzeiten
- 3000 Meter Hindernis: 8:30,0 Minuten (1966)
- 1500 Meter: 3:48,6 Minuten (1965)
- 3000 Meter: 7:57,6 Minuten (1967)
- 5000 Meter: 13:48,6 Minuten (1965)
- 10.000 Meter: 29:26,4 Minuten (1966)